# Jean-Claude Touzeil
 (octobre 2016).
Jean-Claude Touzeil, né le 10 janvier 1946 à Carquebut (Manche), est un poète français. 

## Biographie
Dans sa jeunesse, Jean-Claude Touzeil participe à des compétitions de cyclisme en catégorie cadet dans sa région, la Basse-Normandie, notamment du côté de Flers.
Après une carrière dans l'enseignement en Afrique, en Asie, en Bretagne, et pour terminer en Normandie, il est le « Père fondateur » du Printemps de Durcet (Orne) et du « Chemin des poètes ». Jean-Claude Touzeil a publié une trentaine de livres chez divers éditeurs. Il a également participé à plusieurs ouvrages scolaires et anthologies chez Milan, Rue du monde, Borda.s, Didier jeunesse, Bayard Presse, Albin Michel jeunesse, Magnard, etc. En 2004, parait Parfois, recueil de poésies illustré par Maud Legrand.
Selon Éric Sénécal, Jean-Claude Touzeil fait partie des poètes populaires avec une « appartenance au peuple et le respect de la différence et de l’intelligence de tous ». Mais l'humour dans ses textes côtoie également une profondeur et une richesse plus complexes marquées par les nombreux voyages effectués et un grand respect de la nature. En 2016, lors des Rencontres poétiques internationales de Bretagne, il reçoit le prix Georges Perros.
Certains poèmes de Jean-Claude Touzeil sont devenus des chansons :
- Martine Caplanne : CD Peuple d'arbres[6] ;
- Francesca Solleville : chansons Nonno et J'fais pas semblant[7].
- Gérard Delon : La Nymphette ;
- Gérard Pitiot : 2 Est-ce que ;

Par ailleurs, un de ses poèmes est installé dans le jardin des roses de Surgères en Charente-Maritime.

## Œuvres
- Cyclitude, Gros Textes, 2024
- Mémoire vive, photographies d'Yvon Kervinio, L’Aventure Carto, 2022[9]
- Prendre l’air, photographies d'Yvon Kervinio, L’Aventure Carto, 2021
- Léo, arrêts sur images, illustrations d’Agnès Rainjonneau, édité par la revue À L’INDEX, Collection Le Tire-Langue, 2020
- Un poirier m'a dit, avec Michèle Bernard et François Morel, livret CD, Éditions EPM, 2020
- Vox Populi, photographies d'Yvon Kervinio, L’Aventure Carto, 2018
- Les tweets du pinson et autres aléatoires, avec les dessins de Yves Barré, Gros Textes, 2018
- Des choses qui arrivent, Éditions Le Chat qui tousse, Prix Georges Perros 2016[10]
- Sacrés, la Lune bleue, 2015
- Tétracordes, Collectif, Soc et foc, 2014
- Des choses qui arrivent, Le Chat qui tousse, 2014
- Urticantes, Ficelle, 2013
- Remontants et Ricochets, Soc et foc, 2012
- Un tour de plus, Donner à voir, 2010
- Café vert tzigane, avec Matt Mahlen, Gros textes, 2009
- Jardins du bout du monde, Corps puce, 2006, 2010
- Les loups donnent de la voix, avec Gilles Brulet et Patrick Guallino, Soc et Foc, 2004
- Poirier proche, Le Chat qui tousse, 2004, 2006, 2011
- Parfois, illustré par Maud Legrand[2], L'Idée bleue, 2004  (ISBN 2-84031-170-4)
- Petits cailloux pour Gita, écho optique, 2007
- Passé composé, Clarisse, 2007
- Sept dialogues d'ailleurs et d'ici, avec Patrick Joquel, Yves Barré et Tiphaine Touzeil, éditions L’Épi de seigle et Gros Textes, 2003
- Tout autour, avec Michel Lautru, revue Cotcodi, 2003
- Haïkus sans gravité, éditions L’Épi de seigle, 2001
- Random du petit tamis, Donner à Voir, 2000
- Est-ce que, Donner à voir, 1999, 2004, 2012
- Mine de rien, Clapàs, 1999, 2002, 2005, 2009
- Mesclun, éditions associatives Clapàs, 1999
- L'Île, elle..., avec Henri Gay, éditions Poésie clandestine, 1998
- Itinerrances bis, éditions Gros Textes, 1997
- Piste de cirque, avec Yvon Kervinio, l'Aventure Carto, 1996
- Dans la région du cœur, dessins d'Henri Gay, Poésie clandestine, 1993
- À mots raccourcis, avec Joël Sadeler, éditions La vague à l'âme, 1988
- Amoroso, éditions Inch' Allah, 1987, Atelier de Groutel, 2015
- Peuples d'arbres, Donner à voir, 1984, 1990, 1997, 2009
- Itinerrances, La Pensée universelle, 1980

## Pour approfondir